# Löpstil

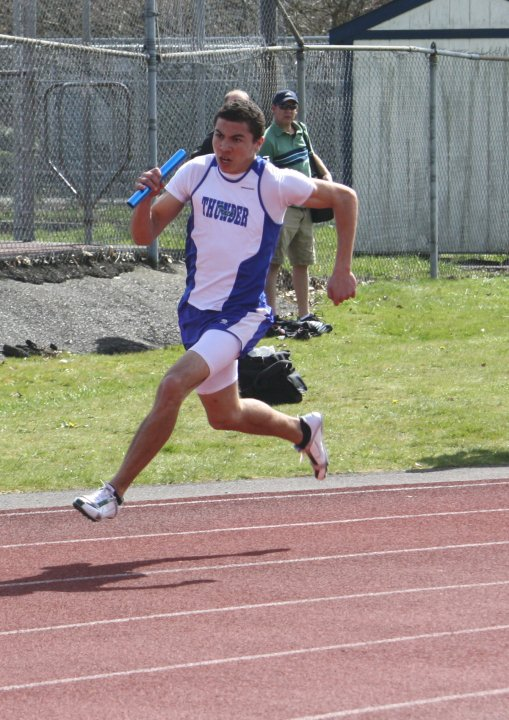
I kortdistanslöpning är steget långt och armföringen ofta kraftfull.

Löpstil är sättet och stilen att utöva löpning. Den kan bland annat definieras utifrån sättet att sätta ner foten (häl- eller tåisättning), längden på löpsteget, höjden på knäföring, synkronisering med armföring samt graden av upprättstående eller (framåt)lutande kropp. Fyrbenta djurs gångarter kan i någon mån utföras även av människor, inklusive den ojämna galoppen.

## Begrepp och varianter
Löpstilen definieras utifrån ett antal olika parametrar. Nedan listas några av dem.

### Hälisättning
Löpning med hälisättning innebär att det främre benet landar med hälen först, och därefter "rullar" man med foten tills man har fullgjort steget. Detta är den absolut vanligaste löpstilen och även den enklaste. Det kräver vanligtvis ingen träning utan är det som kommer naturligt, förutsatt att vi rör oss på naturliga underlag som gräs och sand.
Hälisättning är till sin konstruktion rörelsehämmande, eftersom varje steg bromsar in rörelsen med hälen. Därför ger stilen en förhållandevis låg maximal hastighet. Den lämpar sig då bäst för motionslöpning och längre distanser där man sällan överstiger 14 km/h.

### Tåisättning
Vid löpning med tåisättning når tårna eller trampdynan vid tårna marken först. Därefter "fångas" marken med foten, vilket innebär att vadmusklaturen och hälsenan arbetar under hela steget.
Tåisättning påverkar även steglängden. Efter träning kan även frånskjutet på det bakre benet bli mer effektivt, och resultatet kan bli en ökad löphastighet.

### Frifallslöpning
Frifallslöpning är en ovanlig löpstil, och den kan enbart utföras i samband med tåisättning. Löpmetoden är en vidareutveckling av löpning med tåisättning, där steget görs genom själv framåtlutningen (viktförskjutningen framåt) av kroppen. Därigenom kommer själva gravitationen att skapa framåtrörelsen, medan löparen i övrigt bara upprätthåller balansen.

### Galopp
Den här löpstilen, som imiterar en hästs galopperande, utövas ofta av barn för skojs skull. Löpningen utförs genom en "ojämn" stegisättning, så att avståndet mellan varannan stegisättning är lång och varannan kort. Dessutom byter man i regel växelvis vilket av båda benen som är första benet.

### Steglängd
Längden på löpsteget är ytterligare en parameter i löpstilen. Vid kortdistanslöpning och löpning i hög hastighet är ofta löpsteget längre, bland annat genom att den höga hastigheten underlättar längre hopp genom luften mellan stegisättningarna. Effektiv långdistanslöpning och löpning i lägre hastighet är i motsvarande grad ofta sammankopplad med ett kortare löpsteg.

### Lutning på kroppen
En löpstil med framåtlutande kropp är vanlig inom kortdistanslöpning och löpning i hög hastighet. Vissa kortdistanslöpare använder dock en mer upprätt ("bakåtlutande") kroppshållning; en känd sådan är/var Michael Johnson.

### Knäföring
Knäföringen kan i löpning vara hög eller låg. Hög knäföring kan ge kraft och längd åt steget, och det sänker automatiskt takten i stegisättningen. Låg knäföring är vanlig hos långdistanslöpare, som ofta har korta, snabba löpsteg.

### Armföring och kroppshållning
Armföringen kan vara lugn och behärskad eller "viftande"; ett viftande med armrörelser i sidled motverkar dock framåtrörelsen i löpningen. Synkroniseringen mellan arm- och benrörelser bidrar till tyngdöveringen i löpstegen. Kroppshållningen kan också vara mer eller mindre stabil eller instabil, kopplad till med olika slags armföring, höftrörelser (jämför "vagga som en anka") och/eller löpstil.

## Risker
Hälisättning är ett måste där individens vikt hög, exempelvis på grund av ryggsäck eller annan last. Löpning med tåisättning medför risker för hälsenan, vadmusklaturen, och den bakre lårmusklaturen. Frifallslöpning har fallskador, inbromsningsrisker och kursförändringar på problemlistan.[källa behövs]